# Sanoka
Sanoka – wieś w Polsce położona w województwie małopolskim, w powiecie tarnowskim, w gminie Radłów.
W latach 1975–1998 miejscowość administracyjnie należała do województwa tarnowskiego.
Wieś nie posiada kościoła na swoim terenie, lecz kościołem parafialnym jest kościół św. Jana Chrzciciela w Radłowie.
Wieś nieoficjalnie dzieli się na Sanokę dużą i małą, ponieważ jest spora odległość między dwoma rejonami z zabudowaniem.